# Список совместных выпусков США

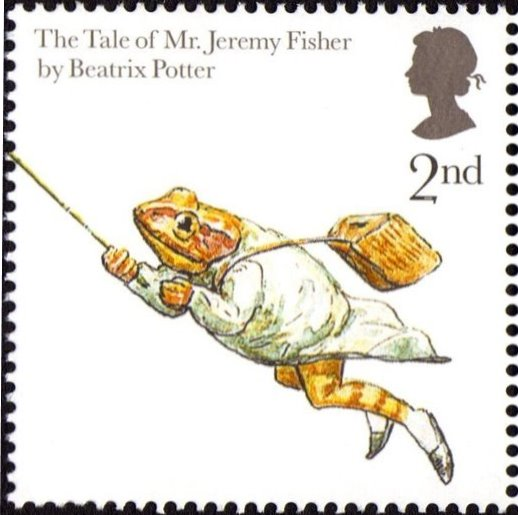
Беатрис Поттер «Сказка про мистера Джереми Фишера». Великобритания, 2006

Спи́сок совме́стных вы́пусков США — список знаков почтовой оплаты, в который вошли совместные выпуски почтовых марок, почтовых блоков и почтовых карточек США с другими странами. Соответствующий сборник был опубликован Американским филателистическим обществом в ноябре 2018 года. В сборнике отсутствуют совместные выпуски Палау 1995, Мексика 1996 и все выпуски с 2012 года.
Первым совместным выпуском в США стал памятный выпуск морского пути Святого Лаврентия между Канадой и США в 1959 году. Совместный выпуск, в котором приняло самое большое количество участников (США, Италия, Испания и Португалия), был посвящен 500-летию открытия Христофором Колумбом Нового света.

## Совместные выпуски по странам

### Австралия
Совместные выпуски по годам

На марке Scott № 2370 (№ 1052 в Австралии) изображены коала (символ Австралии) и орёл (символ США). Животные символизируют плодотворное сотрудничество и дружбу между США и Австралией. Марки выполнены в одном дизайне.
- Дата выпуска: 26 января 1988
- Производитель: Бюро гравировки и печати
- Номинал: США: 00,22 центов; Австралия: 00,37 центов
- Тираж: 145 560 000
- Художник: Роланд Харви
- Тема марки: 200-летие со дня основания поселения в Порт-Джэксоне

### Великобритания

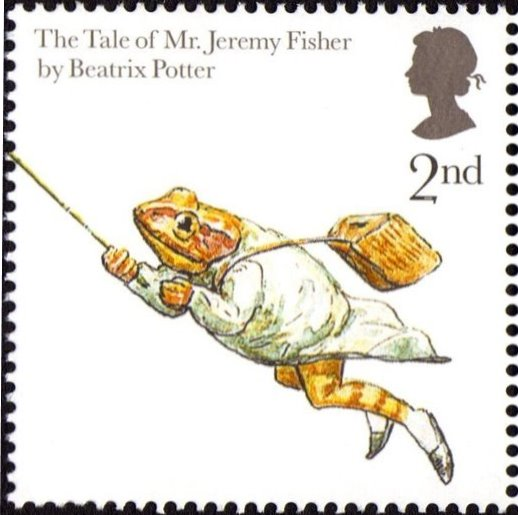
Беатрис Поттер «Сказка про мистера Джереми Фишера». Великобритания, 2006

Совместные выпуски по годам

2006.01.10. Персонажи из мира животных детских книг
Персона́жи из ми́ра живо́тных де́тских книг — первый совместный выпуск Великобритании и США почтовых марок. В 2006 году прошло 100 лет с тех пор, как лягушонок Джереми Фишер английской детской писательницы и художницы Беатрикс Поттер впервые появился в жизни детей. Но рыбак-амфибия — лишь одно из многих очаровательных созданий из мира животных, которые нашли свой путь на книжные полки миллионов домов. Эти сказки о животных прославляют непреходящую популярность и универсальную привлекательность иллюстрированных детских книг по обе стороны Атлантики в специальном совместном выпуске британской Королевской почты с Почтовой службой США (USPS). Этот выпуск представляет животных-героев детской литературы, из которой и взяты рисунки марок. Обе почтовые администрации выбрали по семь отечественных книг и одну книгу другой страны для изображения на марках животных из них.
Британская Королевская почта представила на марках следующие семь персонажей из британских книг:
- лягушонок Джереми Фишер из книги Беатрикс Поттер (1906);
- собачка Киппер из книги Мика Инкпена (1989);
- огромный крокодил из книги Роальда Даля (1978);
- медвежонок Паддингтон из книги Майкла Бонда (1958);
- котёнок Бутс из книги Сатоси Китамуры (1998);
- Белый Кролик из книги Льюиса Кэрролла (1865);
- мышка Мейси из книги Люси Казинс (1990).

Почтовой службой США были представлены изображения следующих семи существ из американских книг:
- очень голодная гусеница из книги Эрика Карла (1969);
- поросёнок Уилбур из книги Элвина Брукса Уайта (1952);
- лисёнок Фокс из книги Доктора Сьюза (1965);
- чудовище из книги Мориса Сендака (1963);
- обезьянка Джордж из книги Х. А. Рей (1939);
- хрюшка Оливия из книги Иана Фальконера (2000);
- мышонок Фредерик из книги Лео Лионни (1967).

На рисунке восьмой марки Королевская почта изобразила существо из мира животных «очень голодная гусеница» из американской подборки, а Почтовая служба США — персонаж из мира животных «мышка Мейси» из британского набора. Таким образом, в совместном выпуске представлено 14 разных марок, и только две из них общие для выпусков обеих стран.
- Дата выпуска всех марок: 10 января 2006 года.
- Номиналы. Номиналы всех марок совместного выпуска расположены в верхнем правом или левом углу марки:

- США: для всех восьми марок 39 центов;
- Великобритания: по две марки: 2-й класс, 1-й класс, 42 пенса и 68 пенсов.

- Тираж. США: 192 000 000.
- Клей. США: марки самоклеящиеся, Великобритания: марки с обычным клеем.
- Печать. США: фотогравюра, Великобритания: литографическая офсетная печать.
- Тегирование.

- США. Все американские марки тегированы;
- Великобритания. Британские марки без конкретных значений номинала тегированы:

- лягушонок Джереми Фишер: номинал 2-го класса, нанесена одна люминесцентная полоска голубоватого свечения;
- собачка Киппер: номинал 2-го класса, нанесена одна люминесцентная полоска голубоватого свечения;
- огромный крокодил: номинал 1-го класса, нанесены две люминесцентные полоски голубоватого свечения;
- медвежонок Паддингтон: номинал 1-го класса, нанесены две люминесцентные полоски голубоватого свечения.

- Зубцовка. США: зигзагообразная просечка 11 (на самоклеящихся марках), Великобритания: гребенчатая зубцовка 10½.
- Производство. США: American Packaging Corporation for Sennell Security Products, Великобритания: De La Rue.

### Германия
Совместные выпуски по годам

На марке Scott № 2040 изображен «немецкий Мейфлауэр».
- Дата выпуска: 29 апреля 1983
- Производитель: American Bank Note Company
- Номинал: США: 0,20 центов; Германия: 80 пфеннигов
- Тираж: 117 025 000
- Художник: Ричард Склехт
- Тема марки: 300-летие «немецкого Мейфлауэра», прибытия 13 семей из немецкого города Крефельд в Джермантаун[англ.] (совр. Филадельфия)

### Израиль
Совместные выпуски по годам
1996.10.22. «Ханукка»

№ 3118

На марке Scott № 3118 изображено 9 свечек, заженных в честь празднования Хануки.
- Дата выпуска почтовых блоков: 22 октября 1996
- Номиналы: США: 32 центов каждая марка.
- Производство: Эйвери Дэниссон

- Тиражи: США: типографский лист 103.

- Художник: Ханна Смотрич

2018.10.16. «Ханукка»
- Дата выпуска: 16 октября 2018 года.
- Номиналы: США: 50 центов каждая марка.
- Тиражи: США: типографский лист 12.
- Производство: США: Banknote Corporation of America.

### Ирландия
Совместные выпуски по годам

На марке Scott № 1935-36 изображен архитектор Белого дома Джеймс Хобан. Марки предположительно выпущены к 150-летию со дня его смерти.
- Дата выпуска: 13 октября 1981
- Производитель: Бюро гравировки и печати
- Номинал: США: 00,18 центов; 00,20 центов[a]
- Тираж: 101 200 000
- Художники: Уолтер Ричардс (со стороны США) и Рон Мерсер (со стороны Ирландии)
- Тема марки: архитектор Белого дома Джеймс Хобан

На марке Scott № 2090 (№ 594 в Ирландии) изображен ирландский оперный певец Джон Маккормак, который выступал в США.
- Дата выпуска: 6 июня 1984
- Производитель: American Bank Note Company
- Номинал: 20,00 центов; 2,20
- Тираж: 116 600 000
- Художники: Джим Шарп (со стороны США) и Рон Мерсер (со стороны Ирландии)
- Тема марки: ирландский оперный певец Джон Маккормак

На марке Scott № 3286 изображен корабль, прибывший из Ирландии в США.
- Дата выпуска: 26 февраля 1999
- Производитель: Ashton-Potter Ltd
- Номинал: США: 00,33 цента; Ирландия: 00,45 центов
- Тираж: 40 400 000
- Художник: Неизвестно
- Тема марки: Массовая иммиграция ирландцев в США из-за голода

### Испания
Совместные выпуски по годам

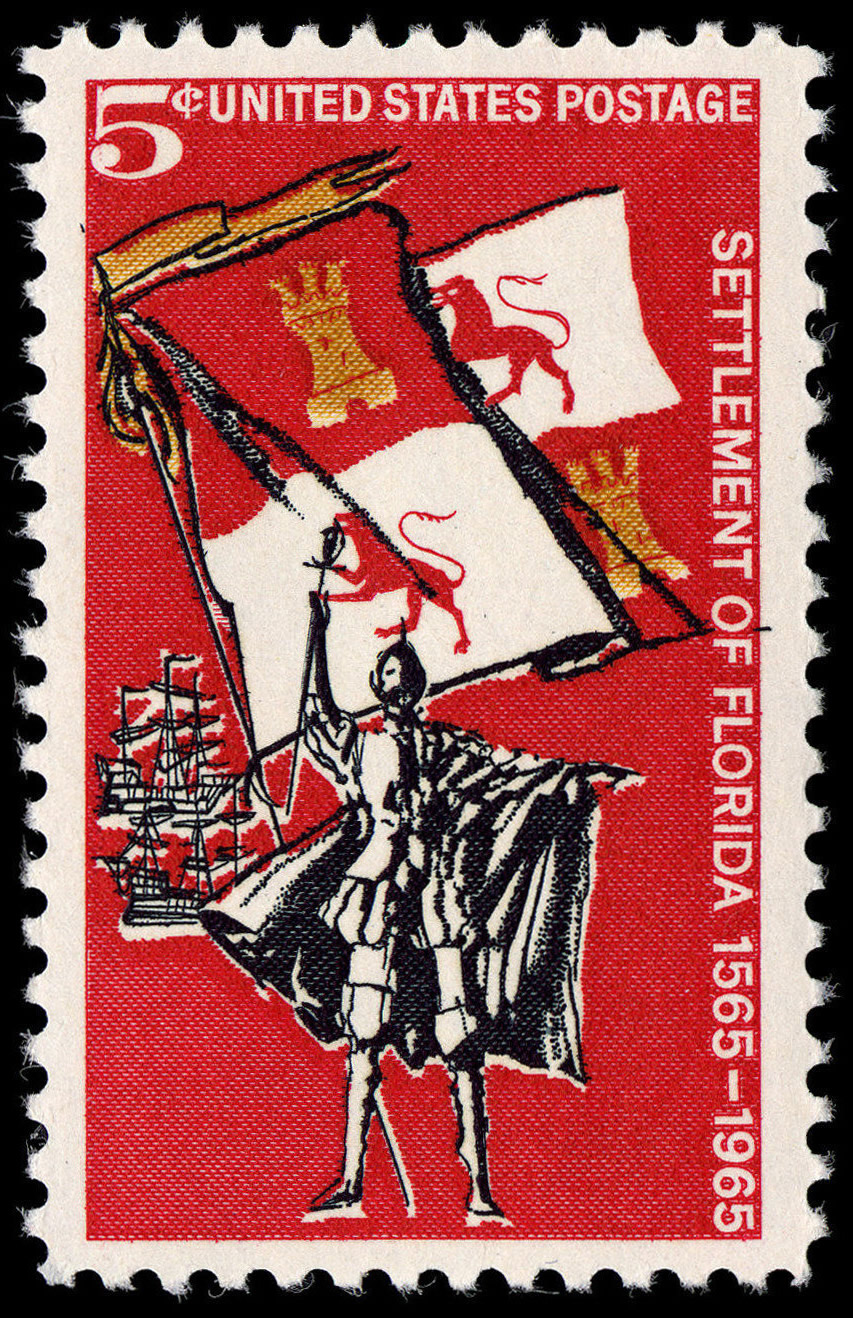
№ 1271

На марке Scott № 1271 изображены испанские исследователи, флаг Кастилии и Леона (символ Испании) и корабли, которые направляются к берегам Флориды (штат США).
- Дата выпуска: 28 августа 1965 года
- Производитель: Бюро гравировки и печати
- Номинал: Испания: 00,03 песеты; США: 00,05 центов
- Тираж: 116 900 000
- Художник: Брук Темпл
- Тема марки: 400-летний юбилей Сент-Огастина, старейшего города США

В 1992 году был перевыпущен выпуск 1892 года, посвященный путешествиям мореплавателя Христофора Колумба. Данные марки были выпущены совместно с Италией и Португалией.
- Дата выпуска: 1 января 1893/1992
- Производитель: American Bank Note Company
- Номинал: США: 0,01 цент
- Тираж: 440 195 550
- Художник: Неизвестно
- Тема марки: 400-летие со дня прибытия мореплавателя Христофора Колумба в Новый свет

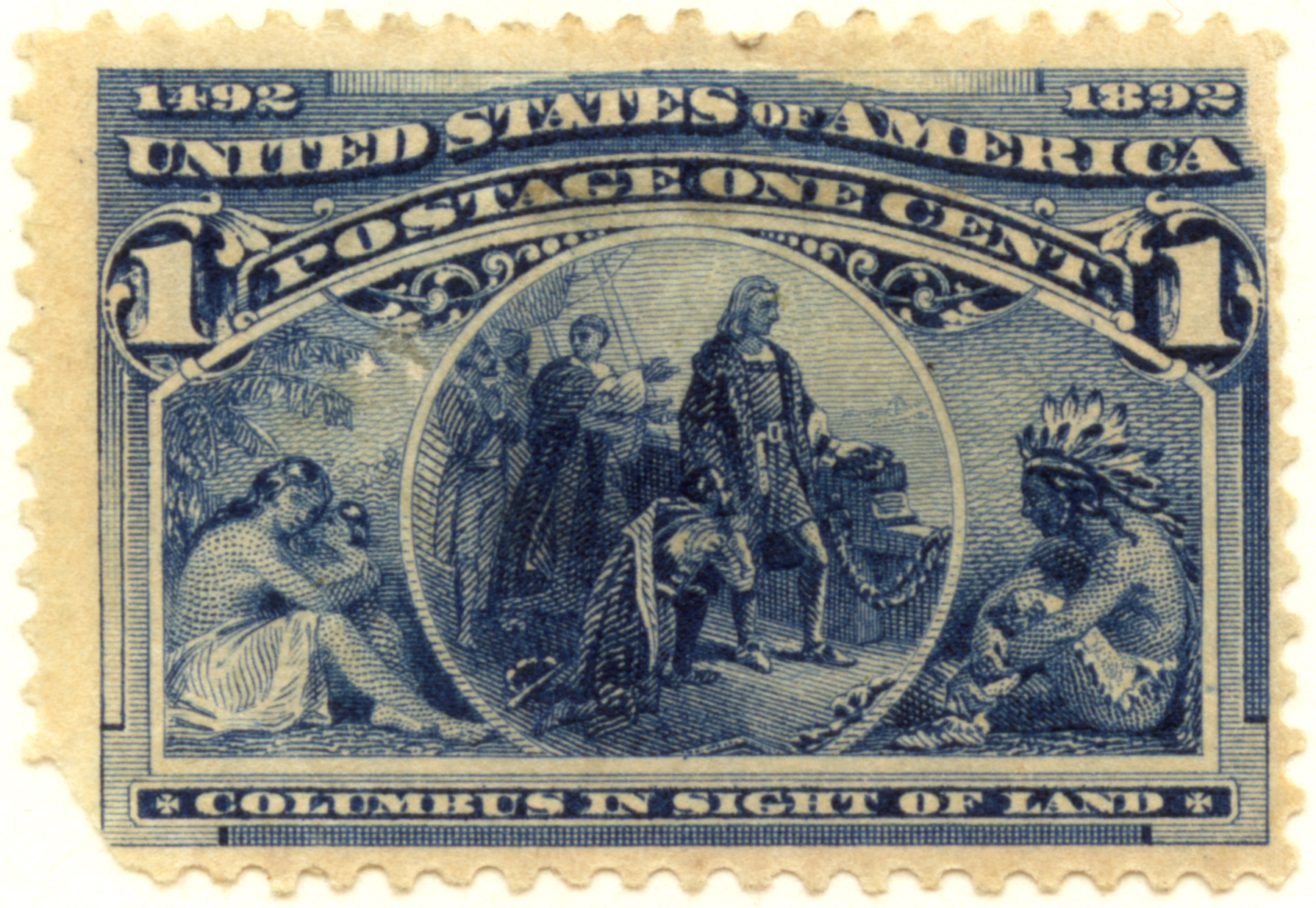
№ 2624a (№230 в 1893)
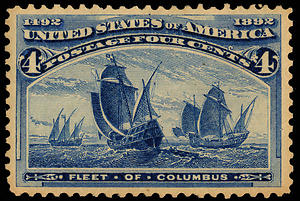
№ 2624b (№ 233 в 1893)
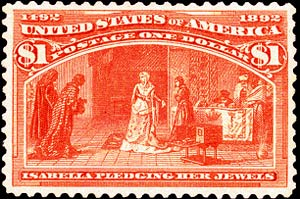
№ 2624c (№241 в 1893)
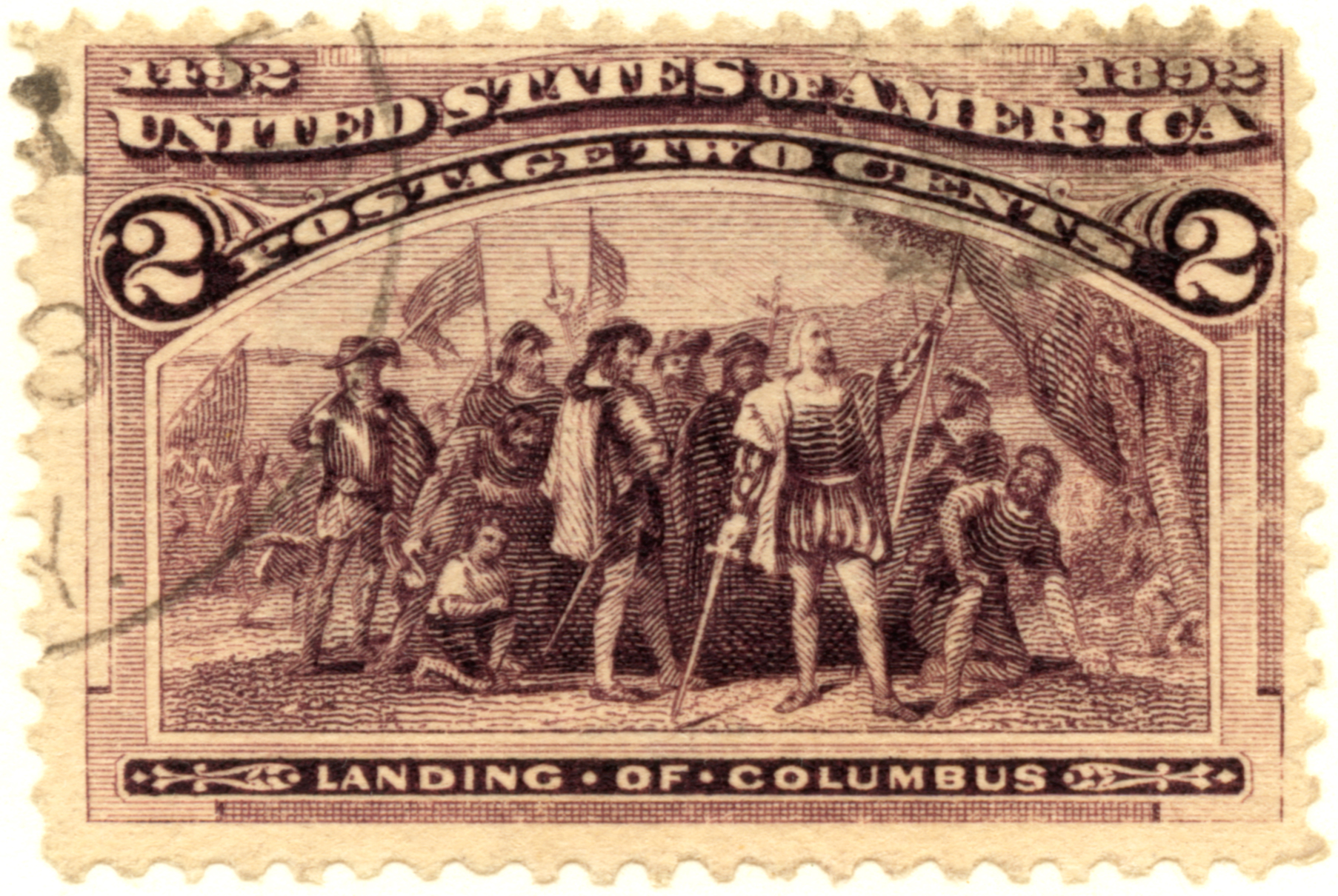
№ 2625a (№ 231 в 1893)
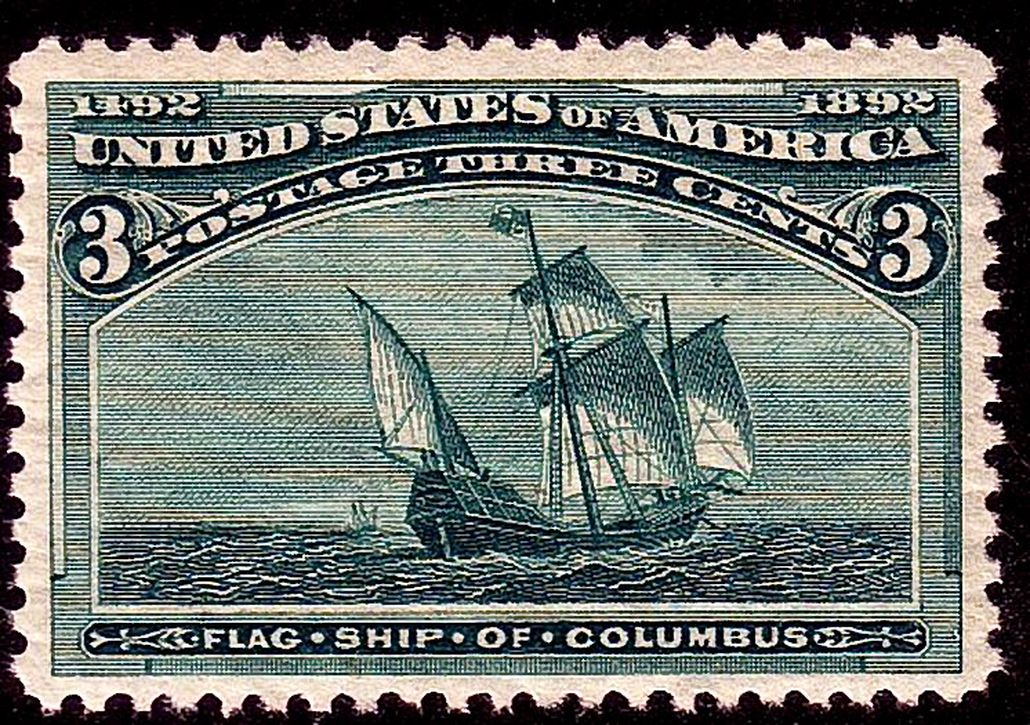
№ 2625b (№ 232 в 1893)
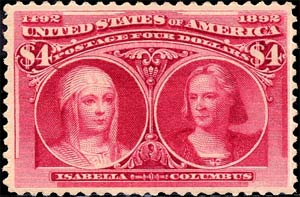
№ 2625c (№ 244 в 1893)
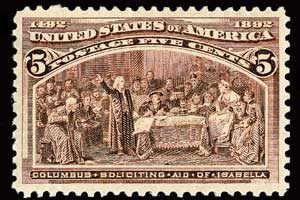
№ 2626a (№ 234 в 1893)
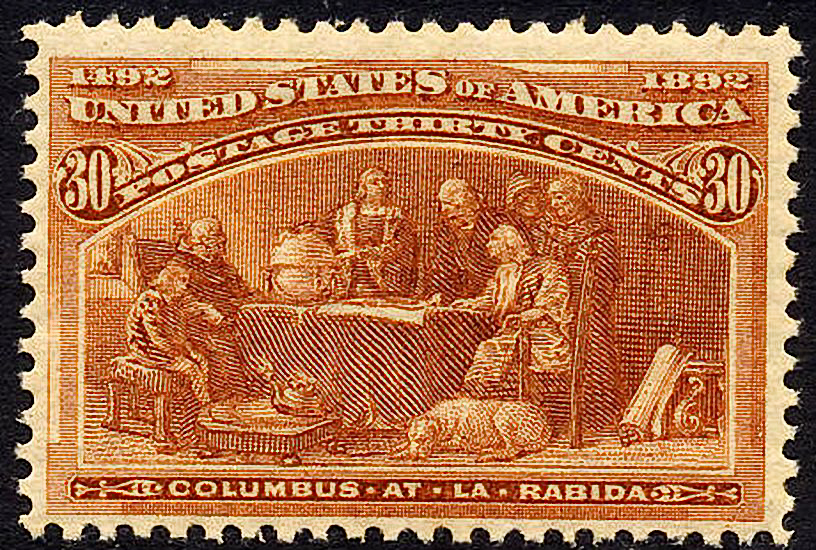
№ 2626b (№ 239 в 1893)
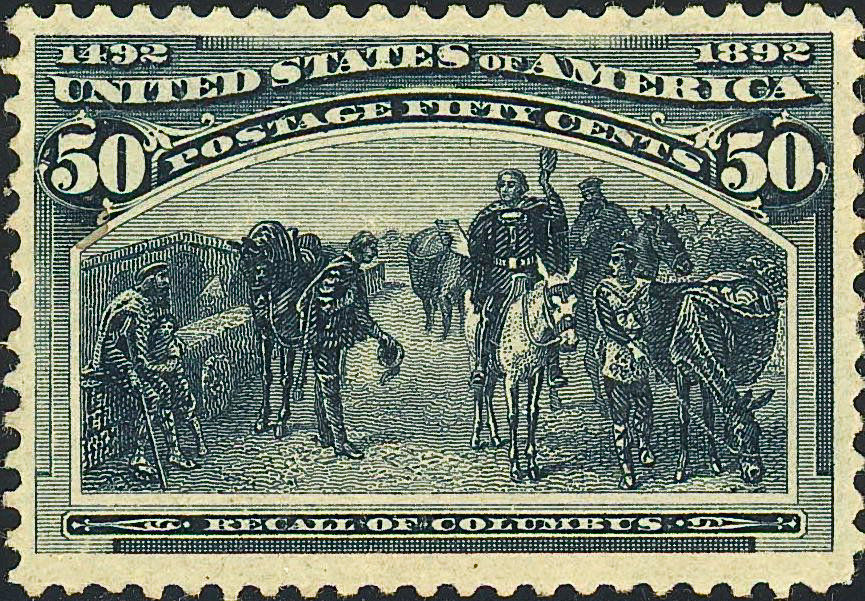
№ 2626c (№ 240 в 1893)
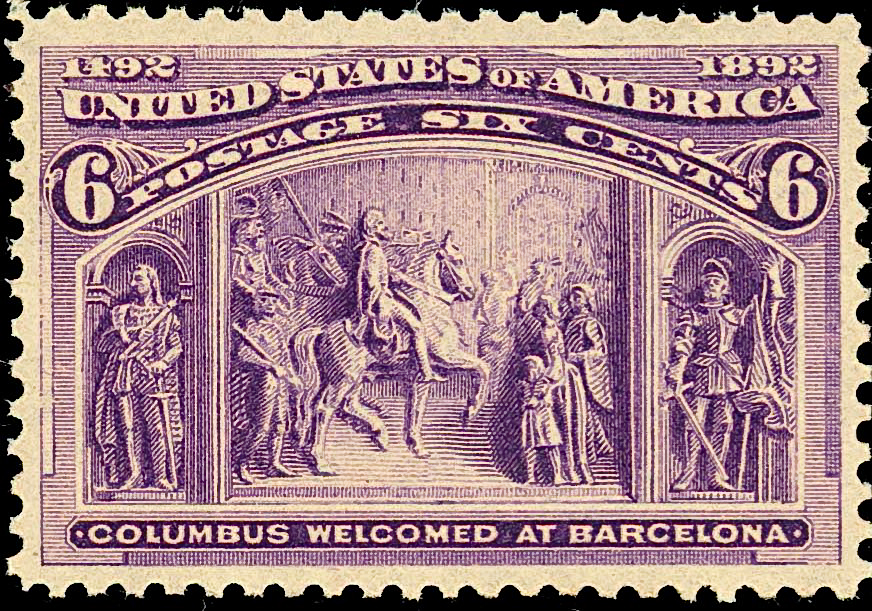
№ 2627a (№ 235 в 1893)
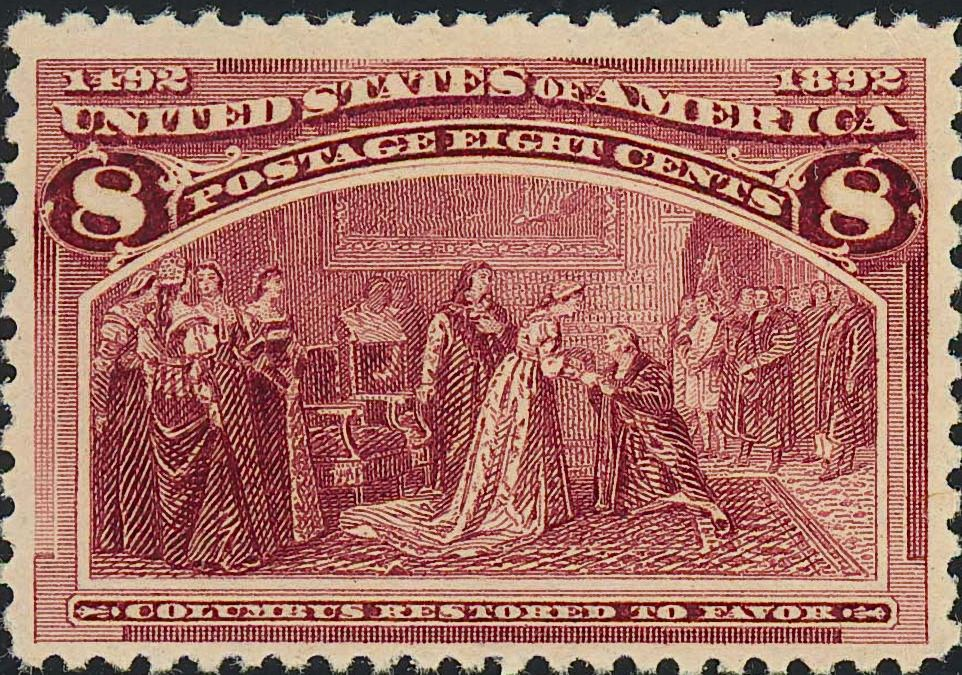
№ 2627b (№ 236 в 1893)
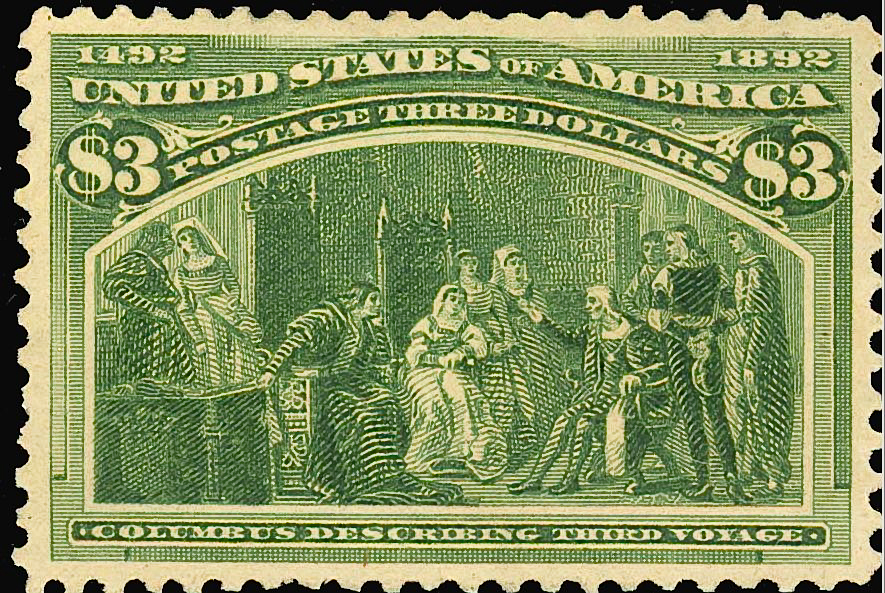
№ 2627c (№ 243 в 1893)
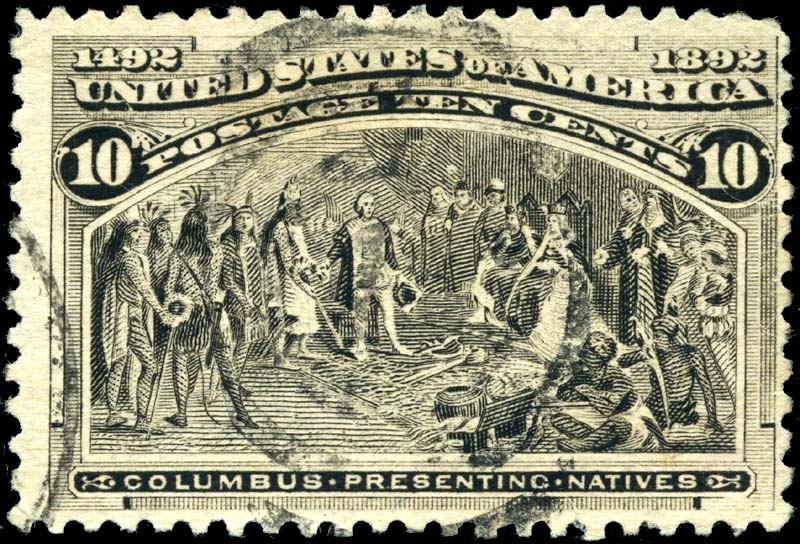
№ 2628a (№ 237 в 1893)
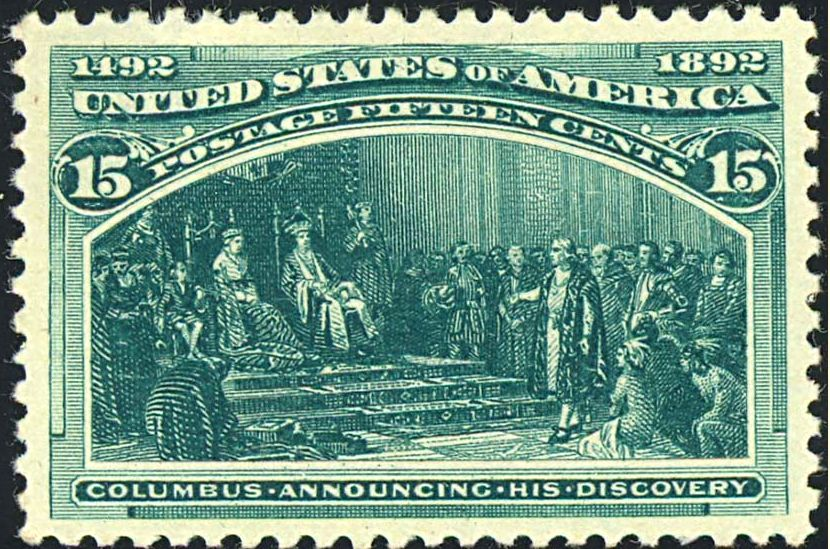
№ 2628b (№ 238 в 1893)
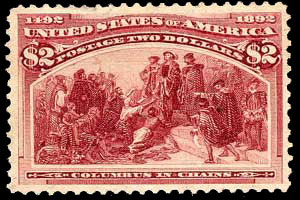
№ 2628c (№ 242 в 1893)
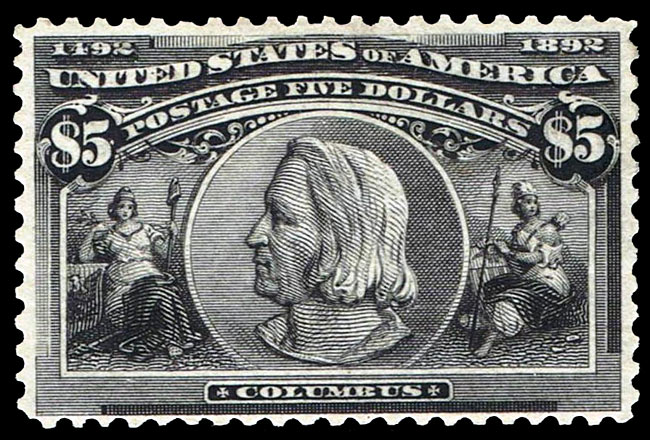
№ 245 в 1893

### Италия
Совместные выпуски по годам

На марке Scott №С98 изображен итальянский дипломат Филип Мазай.
- Дата выпуска: 13 октября 1980
- Производитель: Бюро гравировки и печати
- Номинал: США: 00,40 центов; Италия: 320 чентезимо
- Тираж: Неизвестно
- Художники: Санте Грациани (со стороны США) и Л. Ванджелли (со стороны Италии)
- Тема марки: Дипломат Филип Мазай, который выступал за независимость США

1986.05.24. Фрэнсис Виго
Фрэ́нсис Ви́го (англ. Francis Vigo) — второй совместный выпуск Италии и США. Каждой страной было выпущено по одной односторонней почтовой карточке с оригинальной маркой, марки одного рисунка. Этот выпуск посвящён Фрэнсису Виго, американцу итальянского происхождения. Он помогал американским колониальным войскам во время войны за независимость США. Слово «шпион» ассоциируется с Джеймсом Бондом в смокинге, но вспомните Фрэнсиса Виго в его куртках из оленьей кожи и мехах. Также Виго помог основать государственный университет в Винсеннесе, штат Индиана. Художник марки выпуска — Дэвид Блоссом (англ. David Blossom). На рисунке марки Фрэнсис Виго на переднем плане, на заднем — генерал Кларк и его добровольческие силы. Дата выпуска 24 мая 1986 года.
Номера карточек в каталогах: итальянская: Unificato CP206, американская: Sc UX111.
Номиналы: Италия: 450 лир, США: 14 центов.
Тиражи: Италия: 700 000, США: 100 141.
Зубцовка: без зубцов.

На марке Scott № 2620-23 изображены путешествия испанского мореплавателя Христофора Колумба.
- Дата выпуска: 24 апреля 1992
- Производитель: Бюро гравировки и печати
- Номинал: США: 00,29 центов; Италия: 500 лир
- Тираж: 40 005 000
- Художник: Ричард Склехт
- Тема марки: 500-летие со дня прибытия мореплавателя Христофора Колумба в Новый свет

В 1992 году был перевыпущен выпуск 1892 года, посвященный путешествиям мореплавателя Христофора Колумба. Данные марки были выпущены совместно с Испанией и Португалией.
- Дата выпуска: 1 января 1893/1992
- Производитель: American Bank Note Company
- Номинал: США: 0,01 цент
- Тираж: 440 195 550
- Художник: Неизвестно
- Тема марки: 400-летие со дня прибытия мореплавателя Христофора Колумба в Новый свет

### Канада
Совместные выпуски по годам

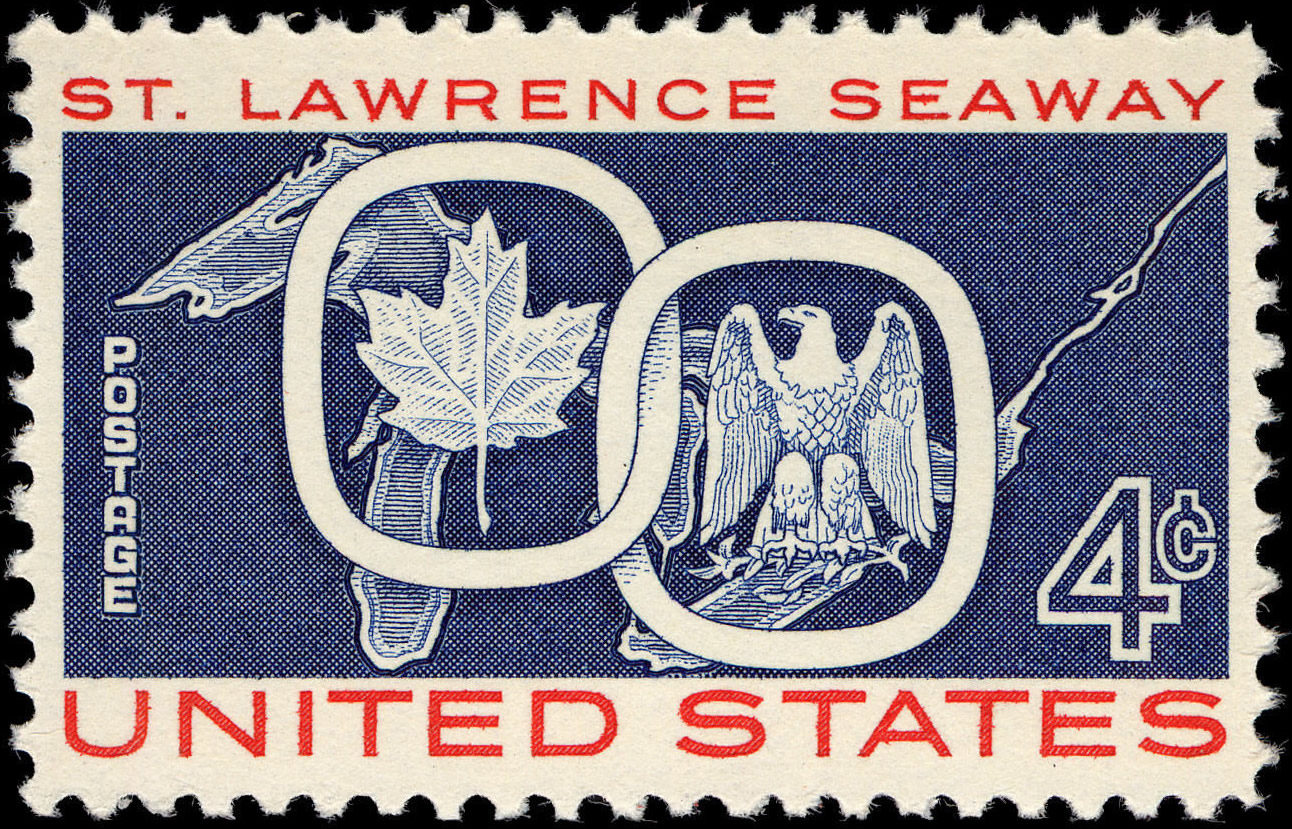
№ 1131

На марке Scott № 1131 изображены орёл (символ США) и кленовый лист (символ Канады).
- Дата выпуска: 26 июня 1959 года
- Производитель: Canadian Bank Note Company
- Номинал: 00,04 центов; 00,05 центов
- Тираж: 40 110 000
- Художники: Алан Поллок, Джеральд Мэтью Тротьер (дизайн), Ив Бэрил (гравюра), Дональд Митчелл (выгравированная надпись)
- Тема марки: строительство морского пути Святого Лаврентия, позволяющего проходить судам путь от Атлантического океана до Великих озёр[45]

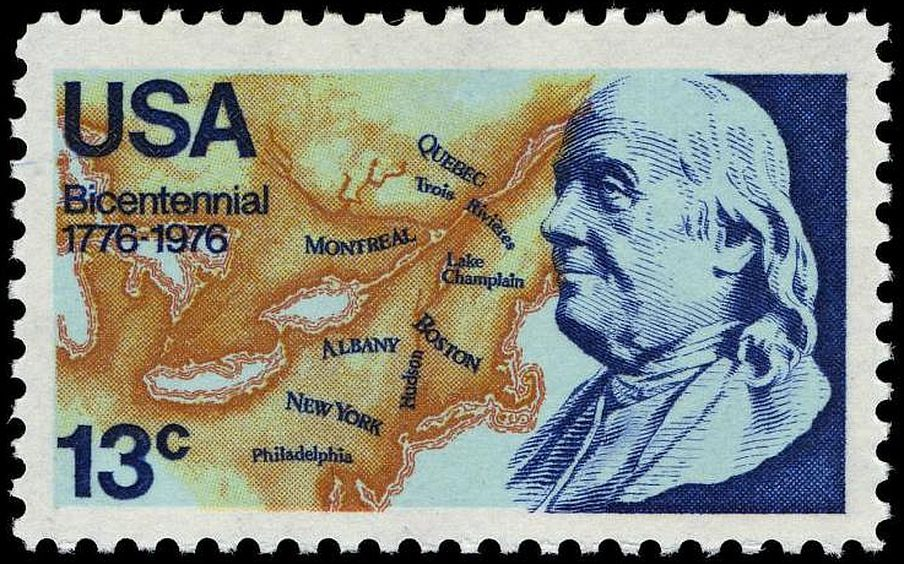
№ 1690

На марке Scott № 1690 изображены Бенджамин Франклин, который являлся генеральным почтмейстером США, и карта Северной Америки от 1776 года.
- Дата выпуска: 1 июня 1976
- Производитель: Бюро гравировки и печати
- Номинал: 00,13 центов
- Тираж: 164 890 000
- Художник: Бернард Рейландер
- Тема марки: Празднование 200-летия с независимости США[англ.]

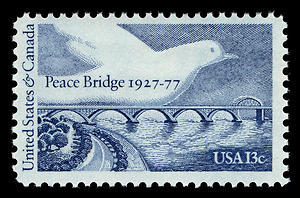
№ 1271

На марке Scott № 1271 изображен мост мира и голубь (символ мира, отсылающий к названию моста).
- Дата выпуска: 4 августа 1977
- Производитель: Бюро гравировки и печати
- Номинал: 00,12 центов; 00,13 центов
- Тираж: 163 625 000
- Художник: Бернард Брюссель-Смит
- Тема марки: 50-летие со дня открытия моста мира[англ.], соединяющий Буффало (США) и Форт-Эри[англ.] (Канада)

На марке Scott № 2091 изображен морской путь Святого Лаврентия.
- Дата выпуска: 26 июня 1984
- Производитель: Canadian Bank Note Company
- Номинал: 00,20 центов; 00,32 центов
- Тираж: 20 500 000
- Художник: Эрнст Баренскер
- Тема марки: 25-летие со дня открытия морского пути Святого Лаврентия

На марке Scott № 4073 изображен барк на фоне территории Канады.
- Дата выпуска: 28 мая 2006
- Производитель: Ashton-Potter Ltd
- Номинал: 00,39 цент; 00,51 цент
- Тираж: 40 000 000
- Художник: Неизвестно
- Тема марки: 400-летие со дня создания карт с маршрутом Новая Шотландия — Массачусетс, автором которых являлся Самюэль де Шамплен

На марке Scott № 5252-53 изображен хоккеист в обычной и спортивной одежде.
- Дата выпуска: 20 октября 2017
- Производитель: Ashton-Potter Ltd
- Номинал: 00,49 центов
- Тираж: 15 000 000
- Художник: Неизвестно
- Тема марки: Столетие со дня основания Национальной хоккейной лиги

### Китай
Совместные выпуски по годам

На марке Scott № 2867-68 изображены черношейный и американский журавли.
- Дата выпуска: 9 октября 1994
- Производитель: American Bank Note Company
- Номинал: США: 00,29 центов; Китай: 2,20 юаня
- Тираж: 77 748 000
- Художник: Неизвестно
- Тема марки: Черношейный и американский журавли

### Марокко
Совместные выпуски по годам

На марке Scott № 2349 изображена красная арабеска на голубом фоне — 12-ти конечная звезда, созданная из одной непрерывной линии.
- Дата выпуска: 17 июля 1987
- Производитель: Бюро гравировки и печати
- Номинал: США: 00,22 цента; Марокко: 1 марокканский дирхам[c]
- Тираж: 157 475 000
- Художник: Говард Пэйн
- Тема марки: 200-летие со дня подписания Мароккано-американского договора о дружбе[англ.]

### Маршалловы Острова
Совместные выпуски по годам

На марке Scott № 2507 изображена яхта на голубом фоне.
- Дата выпуска: 28 сентября 1990[54]
- Производитель: Бюро гравировки и печати
- Номинал: США: 00,25 центов
- Тираж: 75 715 000
- Художник: Герберт Каваину Кане[англ.]
- Тема марки: Договор о свободной ассоциации между США и Маршалловыми островами

### Мексика
Совместные выпуски по годам

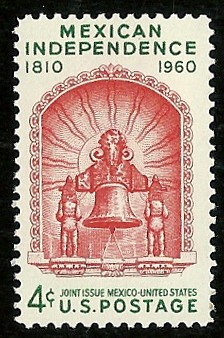
№ 1157

На марке Scott № 1157 изображен Мексиканский колокол независимости, в который звонил католический священник Мигель Идальго-и-Костилья, призывая мексиканский народ к борьбе за независимость.
- Дата выпуска: 16 сентября 1960 года
- Производитель: Бюро гравировки и печати
- Номинал: 00,04 цента; 00,30 цента
- Тираж: 112 260 000
- Художники: Чарльз Чикерин (со стороны США) и Леон Хельгуэра (со стороны Мексики)
- Тема марки: Празднование 150-летия независимости Мексики от Испании

На марке Scott № 3105a-o изображены вымирающие виды: толстоклювый ара, американский хорёк, гавайский тюлень-монах, острорылый крокодил, оцелот, бабочка ласточкин хвост Шауса, вайомингская жаба, американский бурый пеликан, калифорнийский кондор, рыба Oncorhynchus gilae, подвязочная змея из Сан-Франциско, бореальный лесной карибу, флоридская пума, желтоногий зуёк и обыкновенный ламантин

.
- Дата выпуска: 2 октября 1996
- Производитель: Ashton-Potter Ltd
- Номинал: 00,32 цента
- Тираж: 14 910 000
- Художник: Неизвестно
- Тема марки: Вымирающие виды

На марке Scott № 3203 изображена танцующая пара.
- Дата выпуска: 16 апреля 1998
- Производитель: Торговцы марками
- Номинал: 00,32 цента + 3,50 мексиканских песо
- Тираж: 85 000 000
- Художник: Неизвестно
- Тема марки: Битва при Пуэбле, в которой победу одержала Мексика

### Микронезия
Совместные выпуски по годам

На марке Микронезии Scott № 2506 изображена яхта на голубом фоне.
- Дата выпуска: 28 сентября 1990
- Производитель: Бюро гравировки и печати
- Номинал: США: 00,25 центов
- Тираж: 75 715 000
- Художник: Герберт Каваину Кане[англ.]
- Тема марки: Договор о свободной ассоциации между США и Федеративными Штатами Микронезии

### Монако
Совместные выпуски по годам

На марке Scott № 2748 изображена Грейс Келли, актриса и княгиня Монако.
- Дата выпуска: 24 марта 1993
- Производитель: Торговцы марками
- Номинал: 00,29 центов
- Тираж: 172 870 000
- Художник: Чеслав Сланя
- Тема марки: Грейс Келли

### Нидерланды
Совместные выпуски по годам

На марке Scott № 2003 изображены красно-бело-синие полоски, отсылающие к флагам Нидерландов и США.
- Дата выпуска: 20 апреля 1982
- Производитель: Бюро гравировки и печати
- Номинал: 00,20 центов; 00,50 центов; 00,65 центов
- Тираж: 109 245 000
- Художник: Хелин Тиглер Винбрандт-Рауе (со стороны Нидерландов)
- Тема марки: 200-летие признания Нидерландами независимости США и подписания договора о дружбе и торговле. Также эти марки символизируют самые долгие мирные отношения США с другой страной

### Палау
Совместные выпуски по годам

На марке Scott № 2999 изображен флаг Палау и морских обитателей, находящихся в районе государства.
- Дата выпуска: 29 сентября 1995
- Производитель: Sterling Sommers for Ashton-Potter Ltd
- Номинал: 00,32 цента
- Тираж: 85 000 000
- Художник: Неизвестно
- Тема марки: Первая годовщина независимости республики Палау

### Португалия
Совместные выпуски по годам

В 1992 году был перевыпущен выпуск 1892 года, посвященный путешествиям мореплавателя Христофора Колумба. Данные марки были выпущены совместно с Испанией и Италией.
- Дата выпуска: 1 января 1893/1992
- Производитель: Неизвестно
- Номинал: США: 0,03 цента
- Тираж: Неизвестно
- Художник: Неизвестно
- Тема марки: 400-летие со дня прибытия мореплавателя Христофора Колумба в Новый свет

### Россия
Совместные выпуски по годам

1992.05.29. Освоение космического пространства. Международный год космоса
На марке Scott № 2631-34 изображены американские и российский космонавты.
- Дата выпуска: 29 мая 1992
- Производитель: Бюро гравировки и печати
- Номинал: США: 00,29 центов; Россия: 25 рублей
- Тираж: по 1 100 000 (Россия)[81]
- Художник: Роберт Маккол (со стороны США) и Владимир Бейлин (со стороны СССР)
- Тема марки: прошлые и будущие космические миссии

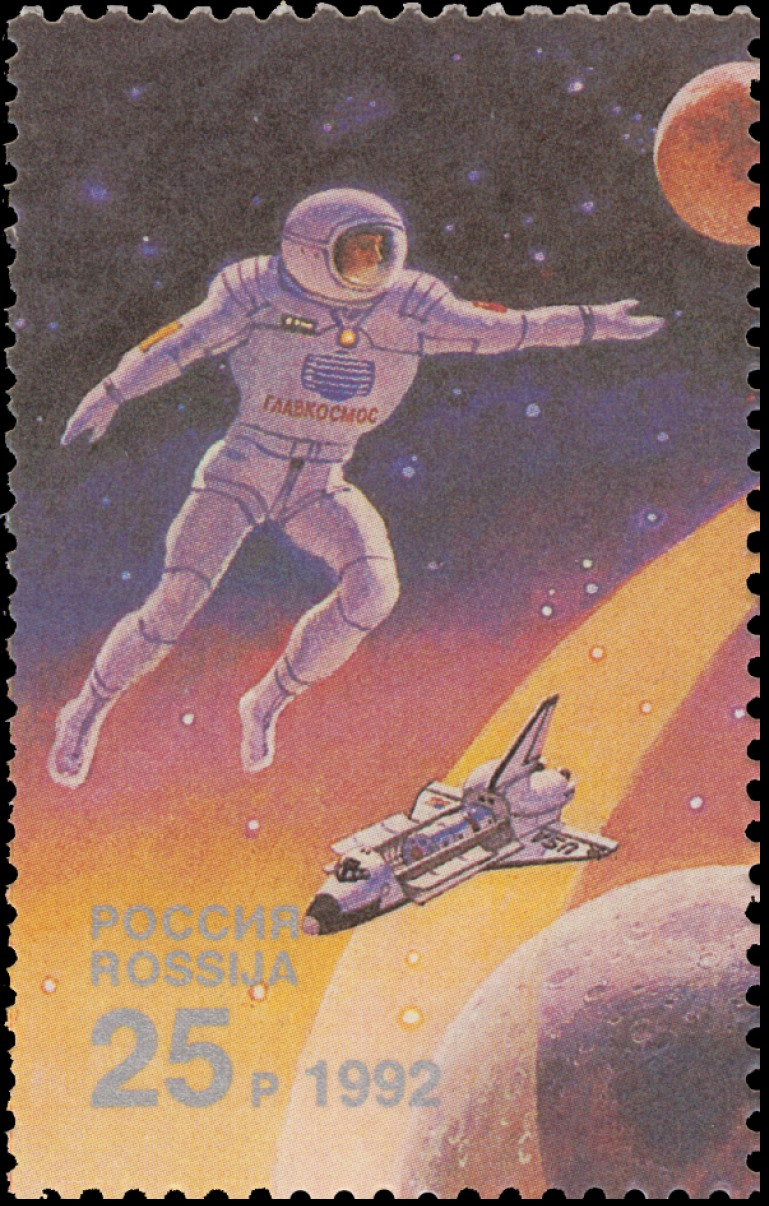
№ 2631
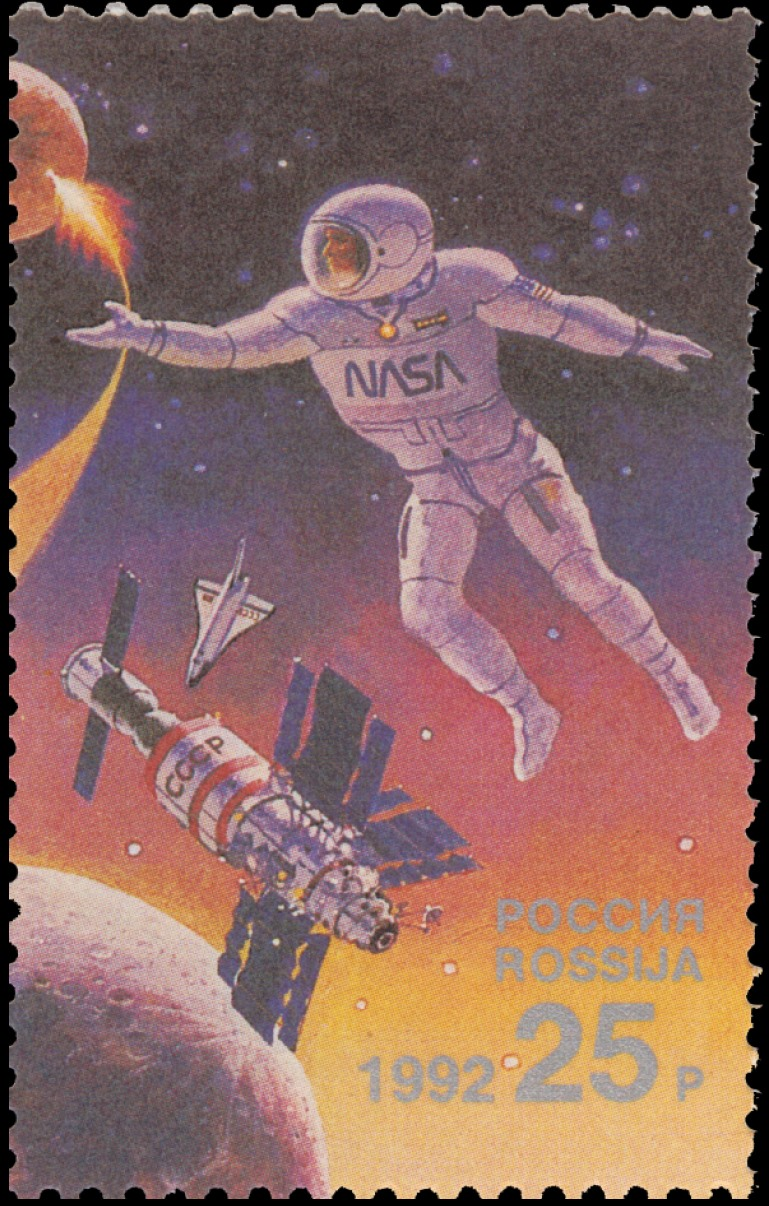
№ 2632
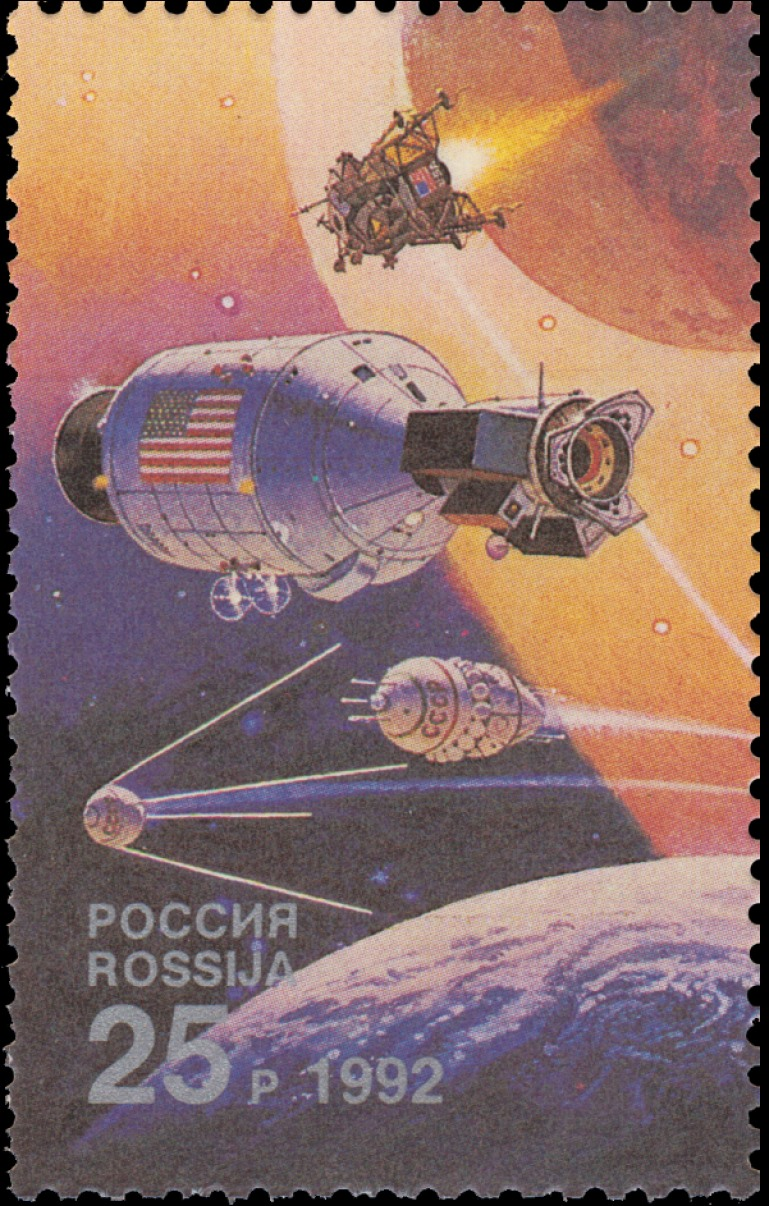
№ 2633
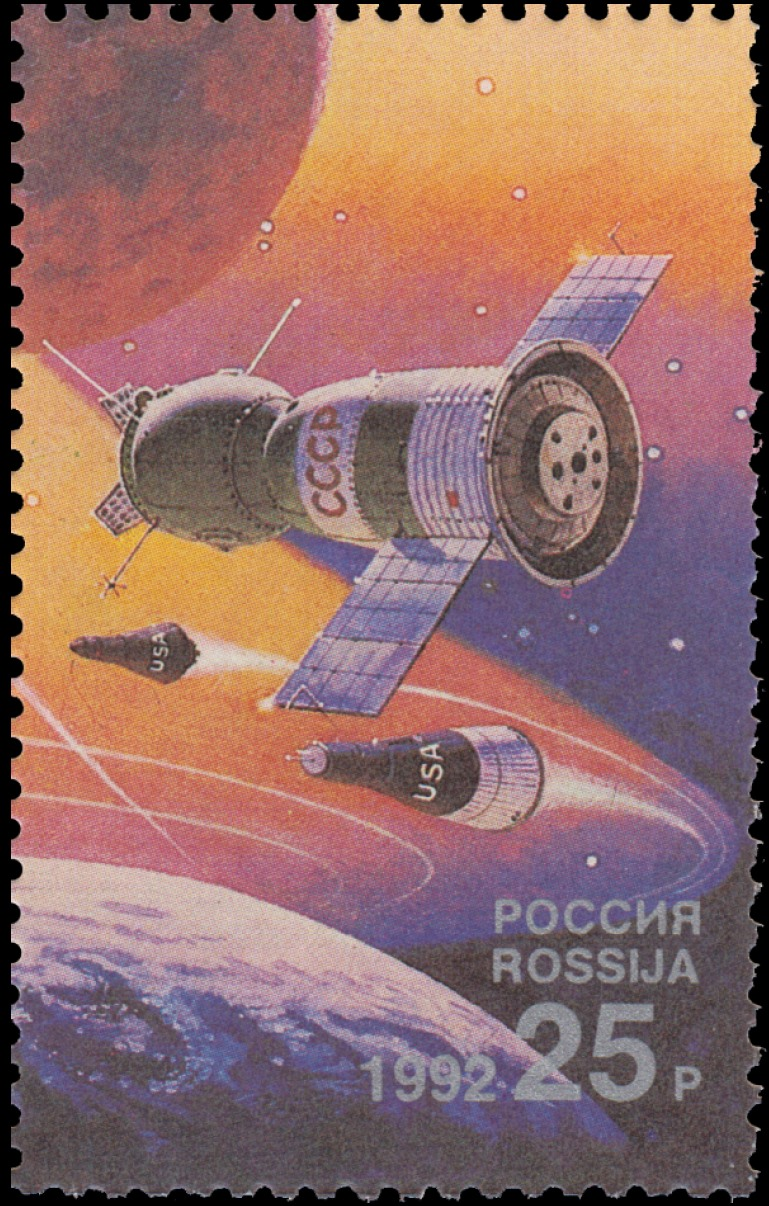
№ 2634
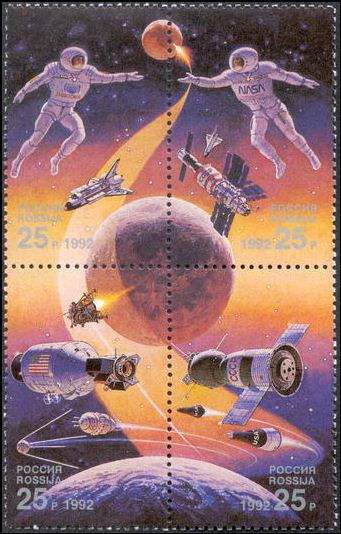
№ 2631-34

### СССР

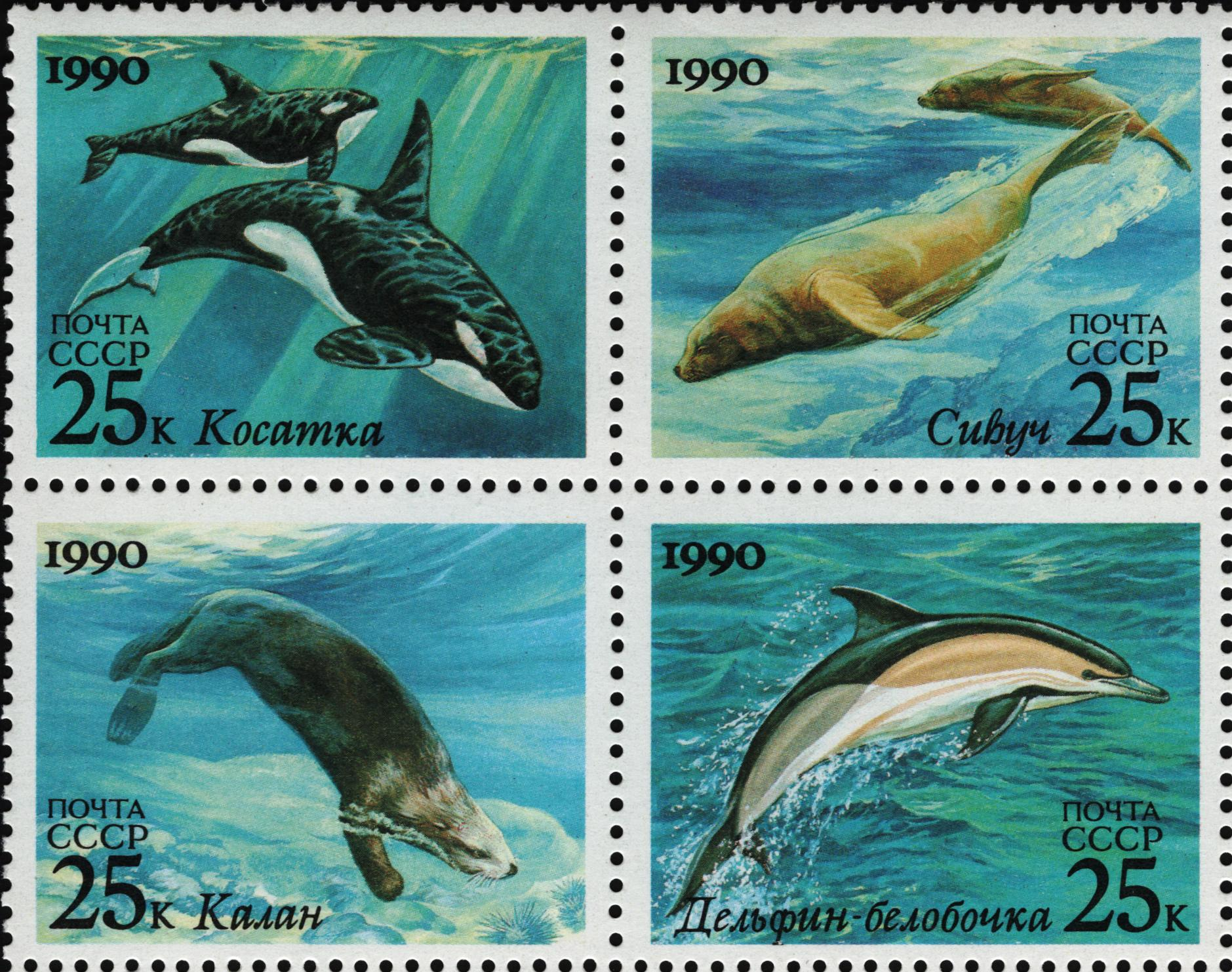
Сцепка-квартблок «Морские млекопитающие». СССР, 1990

Совместные выпуски по годам

1975.07.15. Союз — Аполлон
|                                                             |                                                              |
| Марки США: вверху — «после стыковки», внизу — «до стыковки» | Марки СССР: вверху — «до стыковки», внизу — «после стыковки» |

Сою́з — Аполло́н (англ. Apollo–Soyuz) — первый совместный выпуск СССР и США почтовых марок. Этот выпуск посвящён совместному экспериментальному пилотируемому космическому полёту «Союз — Аполлон» («Союз-19» — «Аполлон»), первому совместному космическому проекту СССР и США. Марки выпущены в виде сцепок двух разных миниатюр, автор одной из которых — советский художник Анатолий Аксамит, другой — американский Роберт Макколл, что иллюстрирует главную цель совместного космического проекта — успешную стыковку советского и американского пилотируемых космических кораблей на околоземной орбите. Советские марки вышли в рамках серии почтовых марок: помимо указанной сцепки, в неё вошли ещё две марки и почтовый блок.
Описание рисунков:
- «после стыковки»: «Космические корабли „Союз-19“ и „Аполлон“ в момент стыковки на фоне звёздного неба и общего плана Земли»;
- «до стыковки»: «Космические корабли „Союз-19“ и „Аполлон“ в момент сближения на фоне звёздного неба и крупного плана фрагмента земного шара. Эмблема полёта».

Авторы рисунков:
- «после стыковки»: американский художник Роберт Макколл;
- «до стыковки»: советский художник Анатолий Аксамит.

Номера марок в каталогах:
- США: «после стыковки»: (Mi 1179; Sc 1569; SG 1567; Yt 1059), «до стыковки»: (Mi 1180; Sc 1570; SG 1568; Yt 1060);
- СССР: «до стыковки»: (ЦФА (АО «Марка») 4475; Mi 4372; Sc 4339; SG 4411; Yt 4158), «после стыковки»: (ЦФА (АО «Марка») 4476; Mi 4373; Sc 4340; SG 4412; Yt 4159).

Дата выпуска всех марок: 15 июля 1975 года.
Номиналы: США: 10 центов, СССР: 12 копеек.
Тиражи: США: 80 931 600, СССР: 6,7 млн.
Бумага: США: тегированная, СССР: мелованная.
Зубцовка: США: линейная 11, СССР: гребенчатая 11¾.
Производители: США: Бюро гравировки и печати, СССР: Гознак.

1990.10.03. Морские млекопитающие
Морски́е млекопита́ющие (англ. Marine mammals) — второй совместный выпуск СССР и США почтовых марок. Совместный выпуск посвящён морским млекопитающим. : Марки выпущены в виде сцепок четырёх разных миниатюр — квартблоков. Авторы марок совместного выпуска — советский художник Владимир Бейлин (англ. Vladimir Beilin) и американский художник Питер Коччи (англ. Peter Cocci). Этот совместный выпуск привлек внимание всего мира к морским млекопитающим и явился свидетельством совместных исследований Советского Союза и Соединённых Штатов на благо всего мира.
Описание рисунков:
- «Косатка»: две косатки (лат. Orcinus orca) в водной среде;
- «Сивуч»: два сивуча (лат. Eumetopias jubatus) в водной среде;
- «Калан»: калан, или морская выдра (лат. Enhydra lutris), в водной среде;
- «Дельфин»: Дельфин-белобочка, или обыкновенный дельфин (лат. Delphinus delphis), в водной среде.

Авторы рисунков:
- «Косатка»: художник Питер Коччи;
- «Сивуч»: художник Владимир Бейлин;
- «Калан»: художник Владимир Бейлин;
- «Дельфин»: художник Питер Коччи.

Номера марок в каталогах:
- «Косатка»: СССР: (ЦФА (АО «Марка») 6251; Mi 6130; Sc 5933; SG 6187; Yt 5791), США: (Mi 2107; Sc 2508; SG 2542; Yt 1917);
- «Сивуч»: СССР: (ЦФА (АО «Марка») 6252; Mi 6131; Sc 5934; SG 6188; Yt 5792), США: (Mi 2108; Sc 2509; SG 2543; Yt 1918);
- «Калан»: СССР: (ЦФА (АО «Марка») 6253; Mi 6132; Sc 5935; SG 6189; Yt 5793), США: (Mi 2109; Sc 2510; SG 2544; Yt 1919);
- «Дельфин»: СССР: (ЦФА (АО «Марка») 6254; Mi 6133; Sc 5936; SG 6190; Yt 5794), США: (Mi 2110; Sc 2511; SG 2545; Yt 1920).

Дата выпуска всех марок: 3 октября 1990 года.
Номиналы: СССР: 25 копеек, США: 25 центов.
Тиражи: СССР: 3 млн, США: 69 566 000.
Бумага: СССР: мелованная, США: тегированная.
Зубцовка: СССР: гребенчатая 12:11¾, США: гребенчатая 11:10¾.
Производители: СССР: Гознак, США: Бюро гравировки и печати.

1991.05.22. Уильям Сароян (1908—1981)

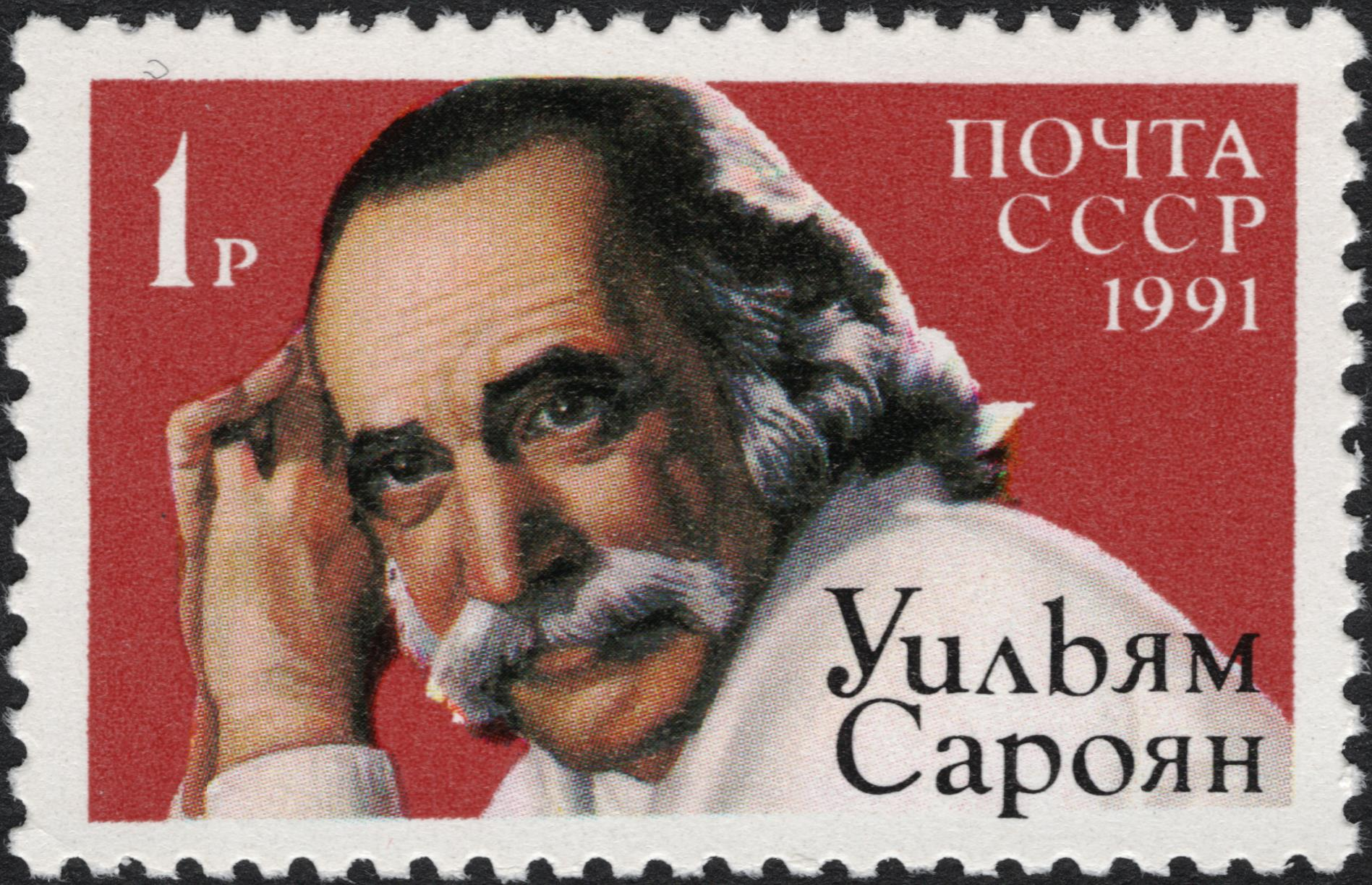
№ 2538

Уи́льям Сароя́н (англ. William Saroyan) — третий и последний совместный выпуск СССР и США одиночных почтовых марок. Этот выпуск посвящён Уильяму Сарояну, американскому писателю и драматургу армянского происхождения. Уильям Сароян (1908—1981) хорошо известен как выдающийся мастер рассказа, который в своём творчестве сумел объединить традиции русского новеллиста Антона Чехова и американского Шервуда Андерсона. Уильям Сароян любит людей, и его герои видят за разнообразными человеческими недостатками светлое и доброе начало. В 1939 году он ставит пьесу «Время твоей жизни», которая получила Пулитцеровскую премию. За свою долгую писательскую карьеру Сароян написал сотни рассказов, эссе, романов, пьес и автобиографических произведений и выпустил более 40 книг. Его называли «одним из самых выдающихся литературных деятелей середины XX века», в его честь была поставлена статуя в Армении. Художник выпуска — Иван Мартынов. На марках изображён портрет Уильяма Сарояна на красном фоне. Дата выпуска 22 мая 1991 года.
Номера марок в каталогах: СССР: (ЦФА (АО «Марка») 6324; Mi 6201; Sc 6002; SG 6256; Yt 5860), США: (Mi 2136; Sc 2538; SG 2578; Yt 1942).
Номиналы: СССР: 1 рубль, США: 29 центов.
Тиражи: СССР: 0,9 млн, США: 161 498 000.
Бумага: СССР: мелованная, США: тегированная.
Зубцовка: СССР: гребенчатая 11¾:11¼, США: линейная 11.
Производители: СССР: Гознак, США: J. W. Fergusson & Sons for American Bank Note Company.

### Финляндия
Совместные выпуски по годам

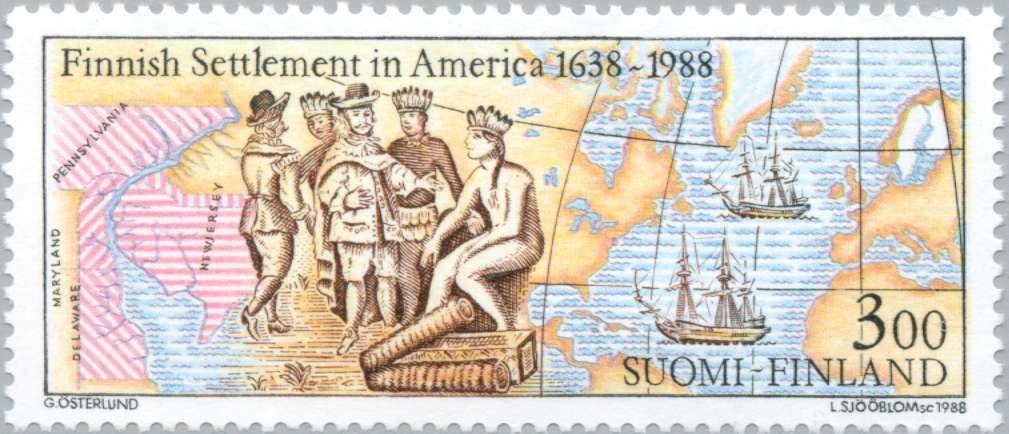
№С117

На марке Scott № С117 американо-финско-шведского совместного выпуска изображены финны и индейцы на фоне карты мира.
- Дата выпуска: 29 марта 1988
- Производитель: Неизвестно
- Номинал: Неизвестно
- Тираж: Неизвестно
- Художник: Горан Остерлунд
- Тема марки: 350-летие со дня основания поселения финнов на территории США

### Франция
Совместные выпуски по годам

Американская версия марок (Scott № 2052) основана на незавершенной картине Бенджамина Уэста. На марке изображены отцы-основатели США Джон Джей, Джон Адамс, Бенджамин Франклин, Генри Лоуренс и Уильям Франклин (внук Бенджамина Франклина). На французской версии марок изображен медальон с Геркулесом (символизирует США), которого защищает Минерва (символизирует Францию) от леопарда (символизирует Великобританию).
- Дата выпуска: 2 сентября 1983
- Производитель: Неизвестно
- Номинал: США: 00,20 центов; Франция: 2,80 французских франка
- Тираж: 7 000 000
- Художники: Брэдбери Томпсон (со стороны США) и Жан Фёльпин (со стороны Франции)
- Тема марки: 200-летие со дня подписания Парижского мира

На марке Scott № 2224 изображена голова Статуи Свободы.
- Дата выпуска: 4 июля 1986
- Производитель: Бюро гравировки и печати
- Номинал: США: 00,22 центов; Фрацния: 2,20 французских франка
- Тираж: 220 725 000
- Художник: Говард Пэйн
- Тема марки: Столетие со дня открытия Статуи Свободы, подарок Франции

На марке Scott № C120 изображены свобода, равенство, братство (национальный девиз Франции).
- Дата выпуска: 14 июля 1989
- Производитель: Бюро гравировки и печати
- Номинал: США: 00,45 центов; Франция: 2,20 евро
- Тираж: 38 532 000
- Художники: Ричард Шифф (со стороны США) и Мишель Дюран-Мегрет (со стороны Франции)
- Тема марки: 200-летие Великой французской революции

На марке Scott № 4692-93 изображены американский джазовый трубач Майлз Дэвис и французская певица Эдит Пиаф.
- Дата выпуска: 12 июня 2012
- Производитель: Эйвери Деннисон
- Номинал:

США: 00,60 центов (Майлз Дэвис); 00,89 центов (Эдит Пиаф)
- Тираж: 30 000 000
- Художник: Неизвестно
- Тема марки: Майлз Дэвис и Эдит Пиаф

### Швейцария
Совместные выпуски по годам

На марке Scott № 2532 изображены американский Капитолий и федеральное собрание Швейцарии.
- Дата выпуска: 22 февраля 1991
- Производитель: American Bank Note Co
- Номинал: США: 00,50 центов; Швейцария: 1,60 швейцарский франк
- Тираж: 103 648 000
- Художник: Ханс Хартманн
- Тема марки: 700-летие со дня основания Швейцарии

### Швеция
Совместные выпуски по годам

На марке Scott № 2036 изображен шведский дипломат Густав Филипп Крёйц.
- Дата выпуска: 24 марта 1983
- Производитель: Бюро гравировки и печати
- Номинал: США: 00,20 центов; Швеция: 270 эре
- Тираж: 118 225 000
- Художники: Чеслав Сланя и Дэн Джонссон[120]
- Тема марки: 200-летие со дня подписания договора о дружбе и торговле между США и Швецией, первой европейской страной, которая признала независимость США

На марке Scott № 2198—2201 изображены коллекционеры марок.
- Дата выпуска: 23 января 1986
- Производитель: Sterling Sommers for Ashton-Potter Ltd
- Номинал: Швеция: 2,3,4 кроны; США: 00,22 цента
- Тираж: 116 999 200
- Художники: Ричард Шифф (со стороны США) и Ева Йерн (со стороны Швеции)

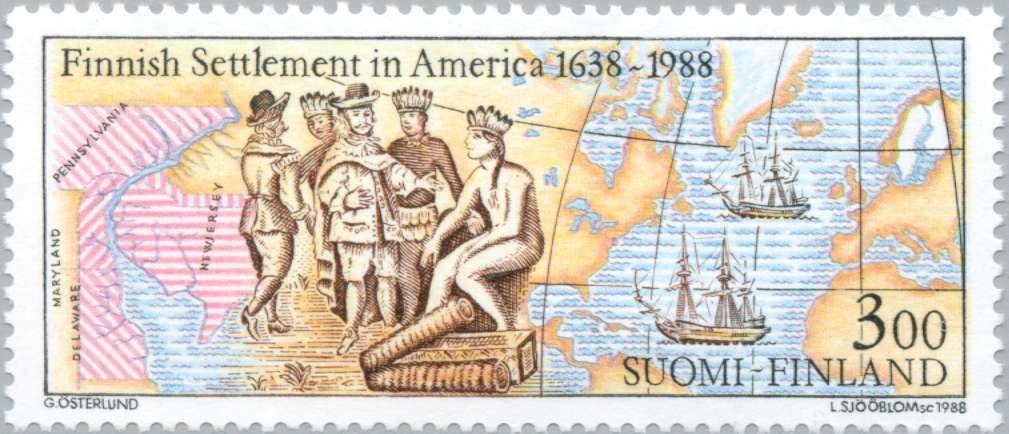
№С117

На марке Scott № С117 американо-финско-шведского совместного выпуска изображены шведы и индейцы на фоне карты мира.
- Дата выпуска: 29 марта 1988
- Производитель: Бюро гравировки и печати
- Номинал: США: 00,44 цента; Швеция: 3,60 шведских крон
- Тираж: 22 975 000
- Художник: Чеслав Сланя
- Тема марки: 350-летие со дня основания Новой Швеции, шведской колонии на территории США

На марке Scott № 3504 изображен Альфред Нобель, учредитель Нобелевской премии и нобелевские медали.
- Дата выпуска: 22 марта 2001
- Производитель: De La Rue
- Номинал: США: 00,34 цента; Швеция: 8,00 крон
- Тираж: 35 000 000
- Художник: Чеслав Сланя
- Тема марки: Столетие со дня основания Нобелевской премии

На марке Scott № 3943 изображена актриса Грета Гарбо.
- Дата выпуска: 23 сентября 2005
- Производитель: American Bank Note Company
- Номинал: США: 00,37 центов; Швеция: 10,00 крон
- Тираж: 40 000 000
- Художник: Неизвестно
- Тема марки: Столетие со дня рождения актрисы Греты Гарбо

На марке Scott № 4692-93 изображена актриса Ингрид Бергман. Данная марка стала частью выпуска «Легенды Голливуда».
- Дата выпуска: 20 августа 2015[d]
- Производитель: Banknote Corporation of America for Sennett Security Products (США), Posten AB (Швеция)
- Номинал: США: 00,48 центов
- Тираж: 20 000 000
- Художник: Неизвестно
- Тема марки: Столетие со дня рождения актрисы Ингрид Бергман

### Япония
Совместные выпуски по годам

2012.03.24. Столетие цветения вишни
- Дата выпуска: 24 марта 2012 года.
- Номиналы: США: 45 центов каждая марка.
- Тиражи: США: типографский лист (72 марки) 100.
- Зубцовка: американские марки — зигзагообразная просечка 10¾ (на самоклеящихся марках) и без зубцов
- Производство: США: Ashton-Potter Limited.

2015.04.10. «Дружеские подарки»
«Дру́жеские пода́рки» (англ. “Gifts of Friendship”), 100-ле́тие даре́ния Япо́нии кизи́ла из США (англ. Centennial Celebration of the Gift of Flowering Dogwood Trees from the U.S., яп. 米国からのハナミズキ寄贈100周年) — первый совместный выпуск США и Японии. В 2015 году были выпущены два почтовых блока, посвящённых 100-летию американского подарка. В 1915 году президент США Говард Тафт отправил в Японию 60 саженцев кизила, 40 с белыми цветами и 20 с красными, в ответ на подаренные Японией деревья сакуры в 1910 и 1912 годах.
Каждую весну в США цветёт японская сакура, в Японии — американский кизил. Деревья стали символами дружбы между двумя странами, их цветение — источник вдохновения для мира во всем мире.
Совместный почтовый выпуск содержит два почтовых блока, на которых размещены семь различных марок (на американском блоке — четыре разные марки, на японском — семь). Марки отдельно от блоков не выпускались.
Две почтовые марки, на которых изображены мемориал Линкольну с цветущей сакурой (англ. Lincoln Memorial and cherry blossoms, яп. サクラとリンカーン記念館) и здание Капитолий США с цветущими розовым кизилом (англ. United States Capitol and dogwood blossoms, яп. ハナミズキと米国連邦議会議事堂), а также оформление американского почтового блока были разработаны американским художником Полом Роджерсом (англ. Paul Rogers).
Пять художественных миниатюр, на которых изображены здание Токийского национального парламента с цветущей сакурой (англ. National Diet Building and cherry blossoms, яп. サクラと国会議事堂), Часовая башня Мемориального музея Кэнсэй с цветущим белым кизилом (англ. Clock Tower, Tokyo, and dogwood blossoms, яп. ハナミズキと憲政記念館時計塔), белые цветы кизила, цветы сакуры и красные цветы кизила, а также оформление японского почтового блока были созданы японской художницей Дзюнко Каибути (англ. Junko Kaibuchi, яп. 貝淵　純子).
- Дата выпуска почтовых блоков: 10 апреля 2015 года.
- Номиналы: США: 49 центов каждая марка, Япония: 82 иены каждая марка.
- Тиражи: США: типографский лист (72 марки) 1500, Япония: почтовый блок 150 млн.
- Клей: почтовый блок США самоклеящийся, японский — с обычным клеем.
- Зубцовка: американские марки — зигзагообразная просечка 10¾ (на самоклеящихся марках) и без зубцов, японские — гребенчатая зубцовка 13
- Производство: США: Ashton-Potter Limited.

## Совместные выпуски по годам
Были введены в обращение эмиссии филателистической продукции следующих стран:
1) 1959. Канада (26 июня);
2) 1960. Мексика (16 сентября);
3) 1965. Испания (28 августа);
4) 1975. СССР (15 июля);
5) 1976. Канада (1 июня);
6) 1977. Канада (4 августа);
7) 1980. Италия (13 октября);
8) 1981. Ирландия (13 октября);
9) 1982. Нидерланды (20 апреля);
10—12) 1983. Швеция (24 марта); Германия (29 апреля); Франция (2 сентября);
13, 14) 1984. Ирландия (6 июня); Канада (26 июня);
15—17) 1986. Швеция (23 января); Италия (24 мая); Франция (4 июля);
18) 1987. Марокко (17 июля);
19, 20) 1988. Австралия (26 января); Финляндия-Швеция (29 марта);
21) 1989. Франция (14 июля);
22, 23) 1990. Маршалловы Острова-Микронезия (28 сентября); СССР (3 октября);
24, 25) 1991. Швейцария (22 февраля); СССР (22 мая);
26, 27) 1992. Испания-Италия-Португалия (24 апреля, 22 мая); Россия (29 мая);
28) 1993. Монако (24 марта);
29) 1994. Китай (9 октября);
30) 1995. Палау (29 сентября);
31, 32) 1996. Мексика (2 октября); Израиль (22 октября);
33) 1998. Мексика (16 апреля);
34) 1999. Ирландия (26 февраля);
35) 2001. Швеция (22 марта);
36) 2005. Швеция (23 сентября);
37, 38) 2006. Великобритания (10 января); Канада (28 мая);
39, 40) 2012. Япония (24 марта); Франция (12 июня);
41, 42) 2015. Япония (10 апреля); Швеция (20 августа);
43) 2017. Канада (20 октября);
44) 2018. Израиль (16 октября).

## Комментарии
1. ↑  В связи с изменением курса в 1981 году, было установлено несколько номиналов марки.
2. ↑  Изначальным цветом фона был белый.
3. ↑  Изначальный номинал марки был 2.
4. ↑  Данная марка была выпущена за 10 дней до дня рождения актрисы.